# Iñaki Pérez de Arrilucea
José Ignacio Pérez de Arrilucea Tejedor (San Sebastián, Guipúzcoa, 10 de octubre de 1959) es un exfutbolista español que se desempeñaba como centrocampista.

## Clubes
| Club              | País   | Año       |
| ----------------- | ------ | --------- |
| R. C. D. Espanyol | España | 1984-1990 |